# 김영윤 (신라)
김영윤(한국 한자: 金令胤, ?~684년)은 신라의 무신이다. 김흠순(金欽純)의 손자이자 김반굴(金盤屈)의 아들로, 고구려의 잔적들이 보덕성에서 반란을 일으키자 이를 진압하러 갔다가 장렬히 전사하였다.

## 생애
사량부(沙梁部) 사람이다. 아버지 김반굴(金盤屈)은 황산벌 전투에서 ‘충효’로 적진에 들어가 맞서 싸우다 전사하였고 할아버지 김흠순(金欽純)은 김유신(金庾信) 장군과 함께 전장을 누비며 삼국통일의 대업을 이루었다. 김영윤은 대대로 무인 집안에 태어나 성장하여 명예와 절개를 중요하게 생각했다. 
신문왕 때에 고구려의 잔적 실복(悉伏)이 보덕성(報德城)에서 반란을 일으키자 황금서당보기감(黃衿誓幢步騎監)으로 임명되어 이를 토벌케 하였다. 전장으로 떠날 때에 사람들에게 말하기를 "나는 이번에 가서, 가문과 벗들에게 좋지 못한 소문이 들리지 않도록 하겠다."고 하였다.
실복(悉伏)이 가잠성(椵岑城) 남쪽 7리까지 나와 진을 치고서 기다리고 있었다. 궁지에 몰린 도적을 쫓지 말라며 여러 장군들이 목숨을 아끼려고 적이 피로해질 틈을 터 공격하려하자 그는 “싸움터에 나와 용기가 없는 것은 『예경』에서 경계한 바이고, 전진이 있을 뿐 후퇴가 없는 것은 사졸의 떳떳한 본분이다. 장부가 일을 함에 있어 스스로 결단할 것이거늘 어찌 반드시 무리의 의견을 좇아야만 하겠는가!”라 말하며 적진에 달려가 힘껏 싸우다 전사하였다. 신문왕은 이 소식을 듣고  매우 슬퍼하고 눈물을 흘리면서 말하기를 “그런 아버지가 없었다면 이런 아들도 없었을 것이다. 그의 의리와 장렬함이야말로 기릴 만하도다.” 하고, 작위와 상을 추증하는 데 특히 후하게 하였다.

## 가계
- 조부 : 김흠순(金欽純)
- 조모 : 보단낭주(菩丹娘主)
  - 아버지 :김반굴(金盤屈)
  - 어머니 : 영광부인(令光夫人)
    - 문신 : 김영윤(金令胤)